# Copa ACLAV 2009
La Copa ACLAV de 2009, por motivos de patrocinio Copa Ramonda Motors ACLAV 2009, fue la quinta edición de la segunda competencia nacional más importante a nivel de clubes de vóley masculino en la Argentina. Se disputó del 17 al 22 de octubre de 2009. La copa se jugó en cuatro sedes: Villa María, Monte Buey, San Francisco y Marcos Juárez, todas ciudades de la  provincia de Córdoba.
El campeón fue Drean Bolívar que derrotó en la final a UPCN Vóley y logró su cuarto título consecutivo.

## Equipos participantes
| Equipo                      | Localidad                           |
| --------------------------- | ----------------------------------- |
| Boca Juniors                | Ciudad de Buenos Aires              |
| Chubut Volley               | Trelew, Chubut                      |
| Drean Bolívar               | Bolívar, Buenos Aires               |
| Instituto Carlos Pellegrini | San Miguel de Tucumán, Tucumán      |
| La Unión de Formosa         | Formosa, Formosa                    |
| Gigantes del Sur            | Neuquén, Neuquén                    |
| PSM Vóley                   | Puerto General San Martín, Santa Fe |
| Rosario Sonder              | Rosario, Santa Fe                   |
| SOS Villa María Vóley       | Villa María, Córdoba                |
| Tigre Vóley                 | Tigre, Buenos Aires                 |
| UPCN Vóley                  | San Juan, San Juan                  |

## Formato de competencia
Los once (11) equipos participantes se dividieron en tres grupos, dos grupos con cuatro (4) equipos y un grupo con tres (3). Dentro de su grupos se enfrentaron todos contra todos y avanzaron de fase los primeros de cada grupo más el organizador del torneo, SOS Villa María. Cada grupo se disputó en una misma sede, siendo las sedes:
- Estadio de Unión Central, Villa María.
- Estadio El Ceibo, San Francisco.
- Estadio Monte Buey, Monte Buey.

Los cuatro clasificados se emparejaron y disputaron las semifinales, donde los ganadores accedieron a la final y los perdedores disputaron el tercer puesto. Los cuatro partidos de la segunda fase se jugaron en el estadio del Club Argentino de Marcos Juárez.

## Primera fase

### Zona A: Villa María
| Pos. | Equipo                      | Pts | Partidos | Partidos | Partidos | Sets | Sets |
| Pos. | Equipo                      | Pts | PJ       | PG       | PP       | SG   | SP   |
| ---- | --------------------------- | --- | -------- | -------- | -------- | ---- | ---- |
| 1.º  | Drean Bolívar               | 9   | 3        | 3        | 0        | 9    | 1    |
| 2.º  | Gigantes del Sur            | 6   | 3        | 2        | 1        | 7    | 3    |
| 3.º  | SOS Villa María             | 3   | 3        | 1        | 2        | 3    | 6    |
| 4.º  | Instituto Carlos Pellegrini | 0   | 3        | 0        | 3        | 0    | 9    |

|  |                            |
|  | Clasificado a semifinales. |

| Fecha         | Local            | Resul | Visitante                   | Set 1 | Set 2 | Set 3 | Set 4 | Set 5 |
| ------------- | ---------------- | ----- | --------------------------- | ----- | ----- | ----- | ----- | ----- |
| 17 de octubre | SOS Villa María  | 0 - 3 | Gigantes del Sur            | 20-25 | 19-25 | 24-26 |       |       |
| 17 de octubre | Drean Bolívar    | 3 - 0 | Instituto Carlos Pellegrini | 25-20 | 25-16 | 25-22 |       |       |
| 18 de octubre | Drean Bolívar    | 3 - 0 | SOS Villa María             | 25-19 | 25-22 | 25-20 |       |       |
| 18 de octubre | Gigantes del Sur | 3 - 0 | Instituto Carlos Pellegrini | 25-21 | 25-17 | 25-17 |       |       |
| 19 de octubre | SOS Villa María  | 3 - 0 | Instituto Carlos Pellegrini | 25-20 | 25-18 | 25-23 |       |       |
| 19 de octubre | Drean Bolívar    | 3 - 1 | Gigantes del Sur            | 25-22 | 25-20 | 21-25 | 32-20 |       |

### Zona B: San Francisco
| Pos. | Equipo              | Pts | Partidos | Partidos | Partidos | Sets | Sets |
| Pos. | Equipo              | Pts | PJ       | PG       | PP       | SG   | SP   |
| ---- | ------------------- | --- | -------- | -------- | -------- | ---- | ---- |
| 1.º  | La Unión de Formosa | 9   | 3        | 3        | 0        | 9    | 2    |
| 2.º  | PSM Vóley           | 4   | 3        | 1        | 2        | 3    | 6    |
| 3.º  | Chubut Volley       | 3   | 3        | 1        | 2        | 4    | 6    |
| 4.º  | Tigre Vóley         | 2   | 3        | 1        | 2        | 3    | 8    |

|  |                            |
|  | Clasificado a semifinales. |

| Fecha         | Local               | Resul | Visitante     | Set 1 | Set 2 | Set 3 | Set 4 | Set 5 |
| ------------- | ------------------- | ----- | ------------- | ----- | ----- | ----- | ----- | ----- |
| 17 de octubre | Chubut Volley       | 0 - 3 | PSM Vóley     | 15-25 | 24-26 | 23-25 |       |       |
| 17 de octubre | La Unión de Formosa | 3 - 0 | Tigre Vóley   | 25-15 | 25-21 | 25-18 |       |       |
| 18 de octubre | Chubut Volley       | 3 - 0 | Tigre Vóley   | 25-19 | 25-21 | 25-21 |       |       |
| 18 de octubre | La Unión de Formosa | 3 - 1 | PSM Vóley     | 21-25 | 25-22 | 25-18 | 25-17 |       |
| 19 de octubre | Tigre Vóley         | 3 - 2 | PSM Vóley     | 23-25 | 21-25 | 25-20 | 25-18 | 15-12 |
| 19 de octubre | La Unión de Formosa | 3 - 1 | Chubut Volley | 23-25 | 25-20 | 25-20 | 25-23 |       |

### Zona C: Monte Buey
| Pos. | Equipo         | Pts | Partidos | Partidos | Partidos | Sets | Sets |
| Pos. | Equipo         | Pts | PJ       | PG       | PP       | SG   | SP   |
| ---- | -------------- | --- | -------- | -------- | -------- | ---- | ---- |
| 1.º  | UPCN Vóley     | 6   | 2        | 2        | 0        | 6    | 1    |
| 2.º  | Rosario Sonder | 3   | 2        | 1        | 1        | 3    | 4    |
| 3.º  | Boca Juniors   | 0   | 2        | 0        | 2        | 2    | 6    |

|  |                            |
|  | Clasificado a semifinales. |

| Fecha         | Local          | Resul | Visitante      | Set 1 | Set 2 | Set 3 | Set 4 | Set 5 |
| ------------- | -------------- | ----- | -------------- | ----- | ----- | ----- | ----- | ----- |
| 17 de octubre | UPCN Vóley     | 3 - 0 | Rosario Sonder | 25-13 | 25-20 | 25-21 |       |       |
| 18 de octubre | Rosario Sonder | 3 - 1 | Boca Juniors   | 25-21 | 23-25 | 25-23 | 25-19 |       |
| 19 de octubre | UPCN Vóley     | 3 - 1 | Boca Juniors   | 25-17 | 20-25 | 28-26 | 25-19 |       |

## Segunda fase
|  | Semifinales         | Semifinales |            |               | Final               | Final        |  |
|  |                     |             |            |               |                     |              |  |
|  |                     |             |            |               |                     |              |  |
|  | Drean Bolívar       | 3           |            |               |                     |              |  |
|  | Drean Bolívar       | 3           |            |               |                     |              |  |
|  | SOS Villa María     | 1           |            |               |                     |              |  |
|  | SOS Villa María     | 1           |            | Drean Bolívar | 3                   |              |  |
|  |                     |             |            | Drean Bolívar | 3                   |              |  |
|  |                     |             | UPCN Vóley | 0             |                     |              |  |
|  | UPCN Vóley          | 3           | UPCN Vóley | 0             |                     |              |  |
|  | UPCN Vóley          | 3           |            |               |                     |              |  |
|  | La Unión de Formosa | 1           |            |               | Tercer lugar        | Tercer lugar |  |
|  | La Unión de Formosa | 1           |            |               | Tercer lugar        | Tercer lugar |  |
|  |                     |             |            |               |                     |              |  |
|  |                     |             |            |               | La Unión de Formosa | 3            |  |
|  |                     |             |            |               | La Unión de Formosa | 3            |  |
|  |                     |             |            |               | SOS Villa María     | 0            |  |
|  |                     |             |            |               | SOS Villa María     | 0            |  |
|  |                     |             |            |               |                     |              |  |

### Semifinales
| Fecha         | Local           | Resul | Visitante           | Estadio                       | Set 1 | Set 2 | Set 3 | Set 4 | Set 5 |
| ------------- | --------------- | ----- | ------------------- | ----------------------------- | ----- | ----- | ----- | ----- | ----- |
| 21 de octubre | UPCN Vóley      | 3 - 1 | La Unión de Formosa | Club Argentino, Marcos Juárez | 25-21 | 25-17 | 23-25 | 25-16 | —     |
| 21 de octubre | SOS Villa María | 1 - 3 | Drean Bolívar       | Club Argentino, Marcos Juárez | 14-25 | 16-25 | 26-24 | 12-25 | —     |

### Tercer puesto
| Fecha         | Local               | Resul | Visitante       | Estadio                       | Set 1 | Set 2 | Set 3 | Set 4 | Set 5 |
| ------------- | ------------------- | ----- | --------------- | ----------------------------- | ----- | ----- | ----- | ----- | ----- |
| 22 de octubre | La Unión de Formosa | 3 - 0 | SOS Villa María | Club Argentino, Marcos Juárez | 25-21 | 25-22 | 29-27 | —     | —     |

### Final
| Fecha         | Local         | Resul | Visitante  | Estadio                       | Set 1 | Set 2 | Set 3 | Set 4 | Set 5 |
| ------------- | ------------- | ----- | ---------- | ----------------------------- | ----- | ----- | ----- | ----- | ----- |
| 22 de octubre | Drean Bolívar | 3 - 0 | UPCN Vóley | Club Argentino, Marcos Juárez | 25-22 | 25-21 | 25-23 | —     | —     |

Campeón
Drean Bolívar
Cuarto título